# Agathon Wernich
Agathon Wernich (* 18. Januar 1800 in Königsberg (Preußen); † 25. November 1868 in Elbing) war ein deutscher Unternehmer und Mitglied der Frankfurter Nationalversammlung.

## Leben
Wernich absolvierte eine kaufmännische Lehre in Elbing, nachdem schon sein Vater Kaufmann war. Bis 1831 war er als Händler tätig, danach hatte er ein Kolonialwarengeschäft. Ab 1835 besaß er eine Buchdruckerei. Er übernahm Verlag und Redaktion der zuvor bei August Albrecht erschienenen Zeitungen Elbinger Anzeigen und Elbinger Zeitung, die er 1852 zusammenführte.
Seit 1825 war er Stadtverordneter in Elbing, von 1830 bis 1846 Vorsitzender der Stadtverordnetenversammlung, als Nachfolger von Jacob Riesen. 1847 war er Abgeordneter des Ersten Vereinigten Landtags.
Vom 17. Oktober 1848 bis zum 1. Mai 1849 war er als Nachfolger von Bernhard Kähler Abgeordneter im Frankfurter Paulskirchenparlament für den Wahlkreis Provinz Preußen (31., Elbing). Er schloss sich der Fraktion Casino an.
Von 1849 bis 1851 war er Mitglied des Preußischen Abgeordnetenhauses. Er gehörte der Elbinger Freimaurerloge Constantia zur gekrönten Eintracht an.
Wernichs Sohn Albrecht Ludwig Agathon Wernich (1843–1896) war Arzt, Professor für Medizin in Japan und preußischer Medizinalbeamter.

## Werke
- Elbinger Anzeigen 1825 bis 1894 im Katalog dlibra der Biblioteka Elbląska.